# Loris Donei
Loris Donei (1961) è un allenatore di sci alpino ed ex sciatore alpino italiano.

## Biografia
Specialista delle prove tecniche originario della Val di Fiemme, Donei vinse la medaglia d'oro nella combinata ai Campionati italiani nel 1982; gareggiò in Coppa del Mondo almeno fino al 1983, senza ottenere risultati di rilievo. Non prese parte a rassegne olimpiche né ottenne piazzamenti ai Campionati mondiali; dopo il ritiro è divenuto allenatore di sci alpino nei quadri dei Gruppi Sportivi Fiamme Gialle e, in seguito, di ski cross.

## Palmarès

### Campionati italiani
- 1 medaglia[3]:
  - 1 oro (combinata nel 1982)